# 洛伦茨规范
洛伦茨规范（英語：Lorenz Gauge），或称作洛伦茨规范条件，是丹麦物理学家路德维希·洛伦茨（Ludvig Lorenz）提出的规范条件。其名称常被误写做，其中中文也译作洛仑兹，是指荷兰物理学家亨德里克·洛伦兹（Hendrik Lorentz）。发生混淆的原因除了名字相近之外，还由于这种规范具有洛伦兹不变性。

## 定义
在电磁理论中，洛伦茨规范是处理含时的电磁场中推迟势的常用手段。
{\displaystyle \partial _{a}A^{a}=A^{a}{}_{,a}=0}
这里 {\displaystyle A^{a}} 是四维势, 逗号表示对角标做偏导数并使用了爱因斯坦求和约定。这个规范的好处是具有洛伦兹不变性。
在一般的矢量写法并采用国际单位制下：
{\displaystyle \nabla \cdot {\mathbf {A} }+{\frac {1}{c^{2}}}{\frac {\partial \phi }{\partial t}}=0.}
这里 A 是磁矢势， φ 是电标势。
在高斯单位制下：
{\displaystyle \nabla \cdot {\mathbf {A} }+{\frac {1}{c}}{\frac {\partial \phi }{\partial t}}=0.}

## 相關
- 庫侖規範